# Верхньогусненська сільська рада
Верхньогусненська сільська рада — колишній орган місцевого самоврядування у Турківському районі Львівської області. Адміністративний центр — село Верхнє Гусне.

## Загальні відомості
Верхньогусненська сільська рада утворена в 1940 році.

## Історія
7.5.1946 перейменували населені пункти Гусно-Вижнянської сільської Ради Боринського району: село Гусне Нижнє — на село Нижнє Гусине, село Гусне Вижне — на село Верхнє Гусине і Гусно-Вижнянську сільську Раду, відповідно до назви її центру — на Верхньогусинська.
Львівська обласна рада рішенням від 3 червня 2008 року Верхнегусиненську сільраду на Верхньогусненську.

## Населені пункти
Сільській раді були підпорядковані населені пункти:
- с. Верхнє Гусне
- с. Нижнє Гусне

## Склад ради
Рада складалася з 15 депутатів та голови.